# Cantone di Rouillac
Il Cantone di Rouillac è una divisione amministrativa dell'arrondissement di Cognac. Fino al 2007 ha fatto parte dell'arrondissement di Angoulême.
A seguito della riforma approvata con decreto del 20 febbraio 2014, che ha avuto attuazione dopo le elezioni dipartimentali del 2015, è stato soppresso.

## Composizione
Comprendeva i comuni di:
- Anville
- Auge-Saint-Médard
- Bignac
- Bonneville
- Courbillac
- Genac
- Gourville
- Marcillac-Lanville
- Mareuil
- Mons
- Montigné
- Plaizac
- Rouillac
- Saint-Cybardeaux
- Sonneville
- Vaux-Rouillac